# Pax deorum
Pax deorum è un'espressione adoperata in diritto penale romano, nel periodo regio, per indicare una situazione di concordia tra la comunità dei cives e le divinità della religione romana. È importante dire che la funzione di far mantenere la Pax deorum all'interno della società era affidata al collegio dei pontefici che affiancava spesso il rex in ogni sua scelta, e che la Pax deorum è collegabile anche al raggiungimento della concordia civium (concordia civile) all'interno della società cioè la pace tra le varie classi sociali.
È opportuno sottolineare che la commissione di un delitto da parte di un cives, arrecava grave offesa agli dei, provocandone l'ira (secondo le comuni convinzioni di quel tempo) nei confronti della comunità. Onde evitare la reazione divina, si rendeva sostanzialmente necessario sopprimere il colpevole, oppure (nei casi meno gravi) sacrificare alla divinità un animale a titolo di espiazione. Successivamente, in età classica, il colpevole veniva dichiarato sacer, cioè gli veniva tolta la protezione degli dei sicché potesse essere ucciso da un qualunque vendicatore.